# 몽달
"몽달"은 대한민국의 텔레비전 영화이고 2018년 11월 11일 싱가포르의 HBO 아시아에서 초연된 옴니버스 공포 TV 시리즈 《Folklore 시즌1》의 여섯 번째이자 마지막 에피소드이다.

## 기획 의도
파격적인 소재와 스타일로 잘 알려진 이상우 감독이 참여한 HBO 아시아 호러 시리즈의 극장 버전. 싱가포르의 에릭 쿠, 인도네시아의 조코 안와르 등 아시아 6개국 감독들이 각국의 '토속'적인 공포를 소재로 뭉쳤으며 이상우 감독은 한국의 전통귀신인 '몽달귀신'을 현재의 시간으로 소환한다.

## 줄거리
어머니(채연 扮)는 경계선 사이코패스 아들(정윤석 扮)의 기분과 요구를 달래기 위해 노력하다. 새로운 소녀가 마을에 왔을 때, 아들은 그녀에게 빠르고 깊이 빠지고 그녀의 의지와는 상관없이 그녀를 설득하기로 결심하다. 상황이 비극적으로 바뀌면 그의 어머니는 내세에서 함께할 신부를 찾는 것이 되더라도 아들을 행복하게 하기 위해 어떤 일이든 멈추지 않을 것이다.

## 캐스팅
- 채연 : 옥빈 역
- 정윤석 : 동주 역
- 최정은 : 서우 역
- 정민석[b] : 무당 역
- 정민규 : 태석 역[2]
- 김시은 : 서우 친구 역
- 하민 : 서우 엄마 역

### 내용주
1. ↑  당초 제23회 부천국제판타스틱영화제에서 세계 초연(world premiere)을 할 예정이었으나 제작사의 사정으로 상영이 취소되었다.[1]
2. ↑  영화 《어린 의뢰인》에서는 면접인3 역을 맡았다.

### 참조주
1. ↑  “티켓 카탈로그 변경사항 안내 (6/18 ver)”. 《부천국제판타스틱영화제》. 2019년 6월 12일. 2022년 4월 27일에 확인함.
2. ↑  신승희 (2018년 11월 27일). “신인배우 정민규, HBO 드라마 몽달 전체 스탭에 화장품 선물 훈훈”. 《베리타스 알파》. 2022년 4월 27일에 확인함.